# Tony Joe White

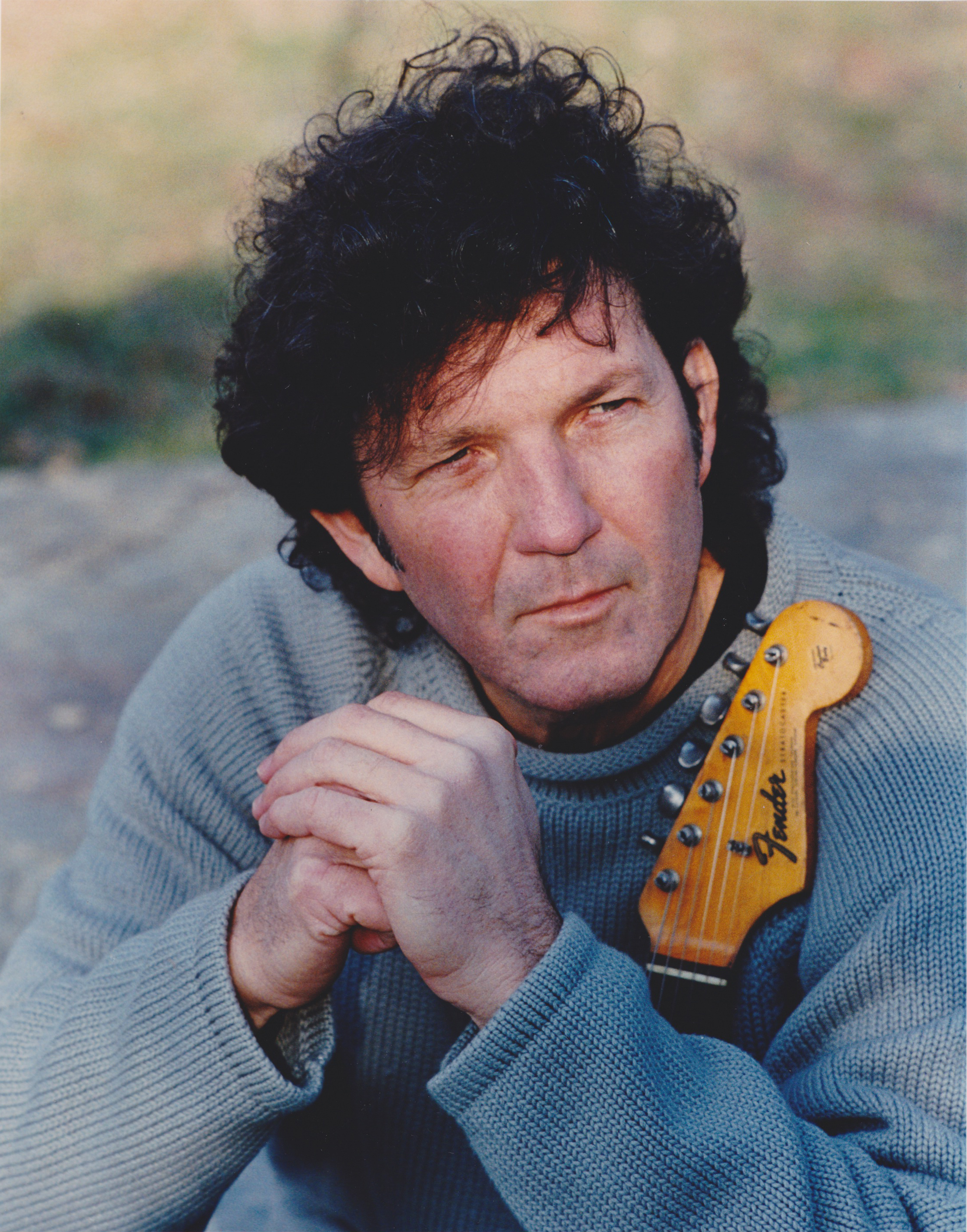
Tony Joe White (2014)

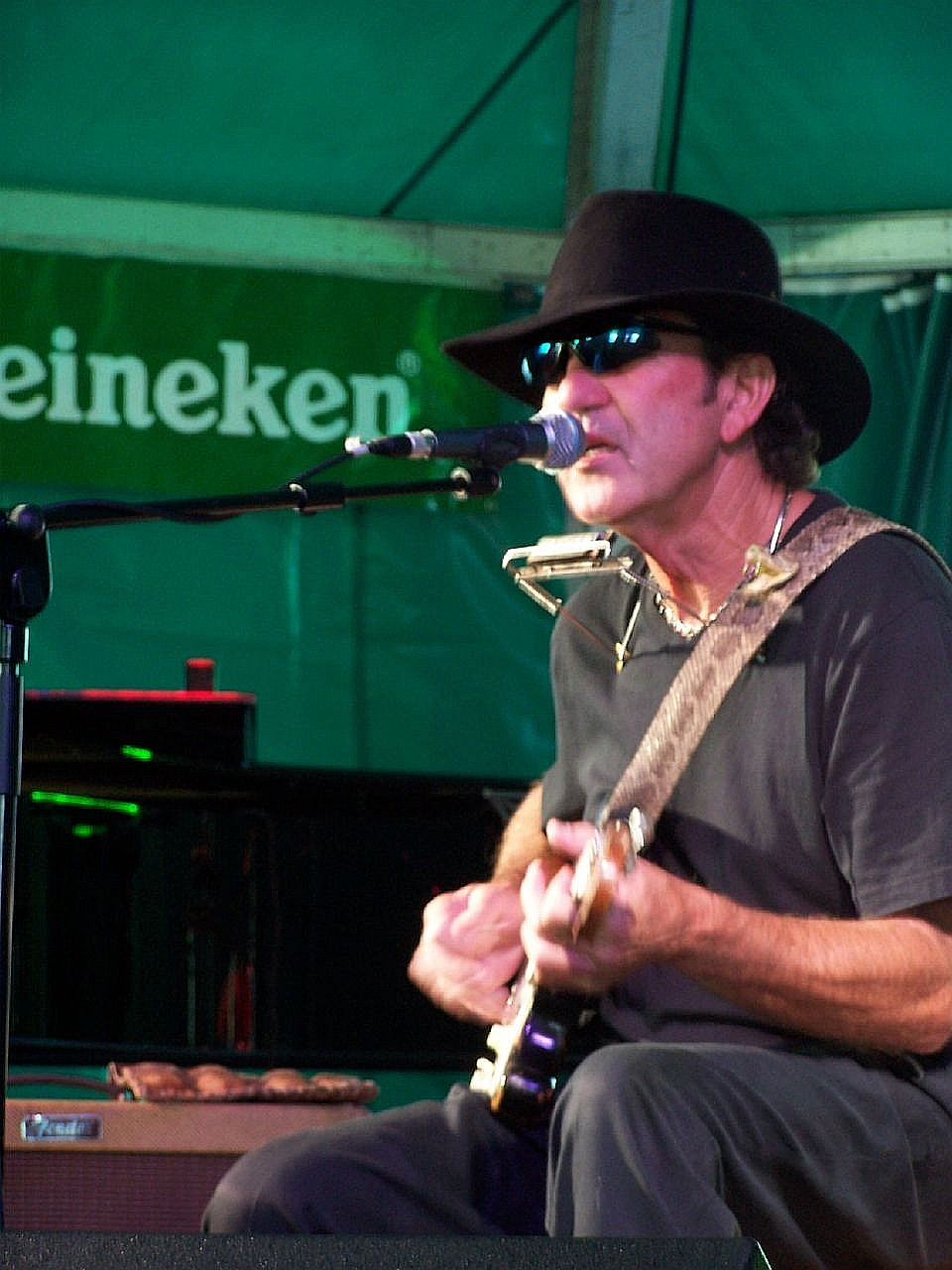
Tony Joe White auf dem San Sebastian Jazz Festival (2005)

Tony Joe White (* 23. Juli 1943 in Oak Grove, Louisiana; † 24. Oktober 2018 in Leiper’s Fork, Tennessee) war ein US-amerikanischer Gitarrist und Sänger und galt als typischer Vertreter des Swamp Rock.

## Leben
White war das jüngste von sieben Geschwistern, die auf einer Baumwoll-Plantage 20 Meilen entfernt von der nächsten Stadt Oak Grove in Louisiana aufwuchsen. Seine ersten Solo-Auftritte hatte er bei Tanzveranstaltungen lokaler High Schools. Anschließend tourte er mit einem Drummer durch Texas und Louisiana und spielte dort in Nachtclubs.
Whites erste Bands hießen Tony & The Mojos bzw. Tony & The Twilights. Als sich kein dauerhafter Erfolg einstellte, startete er eine Solokarriere. Eines Tages hörte er das Lied Ode to Billie Joe von Bobbie Gentry, ein Nummer-eins-Hit von 1967 und eine Verbindung aus tragischem Inhalt und realistischer Beschreibung des Südstaaten-Alltagslebens. White empfand dieses Lied als das wahrhaftigste, das er je gehört hatte und beschloss, ebenfalls etwas Authentisches aus seiner Heimat zu schreiben, aus dem Leben, das er kannte. So entstanden noch im selben Jahr Polk Salad Annie und Rainy Night in Georgia.
Im Sommer 1968 wurde er zunächst in Frankreich mit seinem Titel Soul Francisco populär. Das zeitgleich aufgenommene Polk Salad Annie wurde nach und nach 1969 ein weltweiter Hit, der von Elvis Presley gecovert wurde. Ray Charles, Brook Benton und Billy Lee Riley nahmen Rainy Night in Georgia auf. Die ersten drei Alben sind durch große atmosphärische Dichte gekennzeichnet. Sie haben sowohl stilistische Nähe zum klassischen Soul der 1960er Jahre als auch zu Rockgruppen wie Creedence Clearwater Revival und galten damals als Swamp Rock, der den Weg bereitete für den Südstaaten-Rock der 1970er Jahre. Die drei LPs auf Monument Records gelten seit langem als Sammlerstücke.
In den 1970er und 1980er Jahren konnte er keine Erfolge verbuchen und konzentrierte sich auf das Schreiben von Liedern. Tina Turner coverte auf ihrem 1989er Album Foreign Affair gleich vier Titel aus seiner Feder: Undercover Agent of the Blues, You Know Who, Steamy Windows und das Titelstück Foreign Affair. Steamy Windows schaffte es als Single in diverse Charts und wurde von John Anderson und Kenny Chesney gecovert.
Seine Fernsehauftritte in der Sendung Ohne Filter Anfang 1992 in Deutschland und 2014 zusammen mit den Foo Fighters bei David Letterman machten ihn jeweils bei einem jüngeren Publikum bekannt.
Am 24. Oktober 2018 starb er in seinem Haus in Leiper’s Fork in der Nähe von Nashville an Herzversagen.
2021 erschien posthum das Album Smoke from the Chimney beim Nashviller Independent-Label Easy Eye Sound. Es enthält neun bis dahin unveröffentlichte Musikstücke, die auf Gesangs- und Gitarrendemos beruhen, welche White per Homerecording aufgenommen hatte. Sie wurden von Produzent Dan Auerbach und Studiomusikern aus Nashville in seinem Stil nachbearbeitet.

## Diskografie

### Studioalben
| Jahr | Titel           | Höchstplatzierung, Gesamtwochen, AuszeichnungChartplatzierungen (Jahr, Titel, Platzierungen, Wochen, Auszeichnungen, Anmerkungen) | Höchstplatzierung, Gesamtwochen, AuszeichnungChartplatzierungen (Jahr, Titel, Platzierungen, Wochen, Auszeichnungen, Anmerkungen) | Anmerkungen                |
| Jahr | Titel           | UK | US | Anmerkungen                |
| ---- | --------------- | --- | --- | -------------------------- |
| 1969 | Black and White | — | US51 (16 Wo.)US | Erstveröffentlichung: 1969 |
| 1969 | ...Continued    | — | US183 (3 Wo.)US | Erstveröffentlichung: 1969 |
| 1970 | Tony Joe        | UK63 (1 Wo.)UK | — | Erstveröffentlichung: 1970 |
| 1971 | Tony Joe White  | — | US167 (4 Wo.)US | Erstveröffentlichung: 1971 |

Weitere Alben
- 1972: The Train I’m On
- 1973: Home Made Ice Cream
- 1976: Eyes
- 1977: Tony Joe White
- 1980: Real Thang
- 1983: Dangerous
- 1991: Closer to the Truth
- 1993: The Path of a Decent Grove
- 1995: Lake Placid Blues
- 1997: Collection
- 1998: One Hot July
- 2001: The Beginning
- 2003: Snakey
- 2004: The Heroines
- 2006: Uncovered
- 2008: Deep Cuts
- 2010: The Shine
- 2012: Collected
- 2013: Hoodoo
- 2016: Rain Crow
- 2016: Tony Joe White Live & Kickin’
- 2018: Bad Mouthin’
- 2021: Smoke from the Chimney

### Singles
| Jahr | Titel Album                        | Höchstplatzierung, Gesamtwochen, AuszeichnungChartplatzierungen (Jahr, Titel, Album, Platzierungen, Wochen, Auszeichnungen, Anmerkungen) | Höchstplatzierung, Gesamtwochen, AuszeichnungChartplatzierungen (Jahr, Titel, Album, Platzierungen, Wochen, Auszeichnungen, Anmerkungen) | Anmerkungen                        |
| Jahr | Titel Album                        | UK | US | Anmerkungen                        |
| ---- | ---------------------------------- | --- | --- | ---------------------------------- |
| 1969 | Polk Salad Annie Black and White   | — | US8 (12 Wo.)US | Erstveröffentlichung: Juni 1969    |
| 1969 | Roosevelt and Ira Lee ...Continued | — | US44 (7 Wo.)US | Erstveröffentlichung: Oktober 1969 |
| 1970 | Groupie Girl Tony Joe              | UK22 (10 Wo.)UK | — | Erstveröffentlichung: Mai 1970     |
| 1970 | Save Your Sugar for Me Tony Joe    | — | US94 (2 Wo.)US | Erstveröffentlichung: Juli 1970    |
| 1980 | I Get Off on It The Real Thang     | — | US79 (5 Wo.)US | Erstveröffentlichung: Juni 1980    |

Weitere Singles
- 1991: Good In Blues

## Auszeichnungen für Musikverkäufe
| Goldene Schallplatte - Australien - 2004: für das Album The Best of Tony Joe White |

| Land/RegionAuszeichnungen für Musikverkäufe (Land/Region, Auszeichnungen, Verkäufe, Quellen) | Gold  | Platin | Verkäufe | Quellen     |
| -------------------------------------------------------------------------------------------- | ----- | ------ | -------- | ----------- |
| Australien (ARIA)                                                                            | Gold1 | —      | 35.000   | aria.com.au |
| Insgesamt                                                                                    | Gold1 | —      |          |             |